# 장성공설운동장
장성공설운동장(長城公設運動場, Jangseong Public Stadium)은 대한민국 전라남도 장성군에 있었던 스포츠 시설이다. 천연잔디 필드가 갖춰진 경기장이며, 2002년에 준공되었고 2023년에 철거되었다.

## 참고 문헌
- “공공 체육 시설 현황”. 장성군체육사업소.
- “장성군 공공 체육 시설”. 장성군청.
- 《2020년 전국 공공체육시설 현황 (2019년말 기준)》. 대한민국 문화체육관광부. 2021.
- 《2023 전국 공공체육시설 현황 (2022년 12월말 기준)》. 대한민국 문화체육관광부. 2024.